# Савала (річка)
Савала - річка в Воронезькій і Тамбовській областях Росії, права притока Хопра.

## Географія
Довжина 285 км. Площа басейну 7720 км. Витік річки розташований в Тамбовській області, впадає в річку Хопер у Воронезькій області. Протікає по яристі місцевості. Русло звивисте, протягом спокійне. У річці водиться багато риби, з якої переважає щука, окунь, плотва, краснопірка, карась, лящ, сазан.
Найбільші притоки Бурначка, Осиновка, Єлань . Живлення переважно снігове.
Над річкою штучно створений Савальський ліс, площею понад 7000 га, насадження якого розпочалося у 1875 році.
Річка протікає через населені пункти: Чакіно, Туголуково, Жердівка, Русаново, Роздольне, Братки, Костіно-Отделець, Новогольське, Красівка, Лаврівка, Поляна, Тихвінка, Кутки, Троїцьке і Новохоперський, Красне та інші.

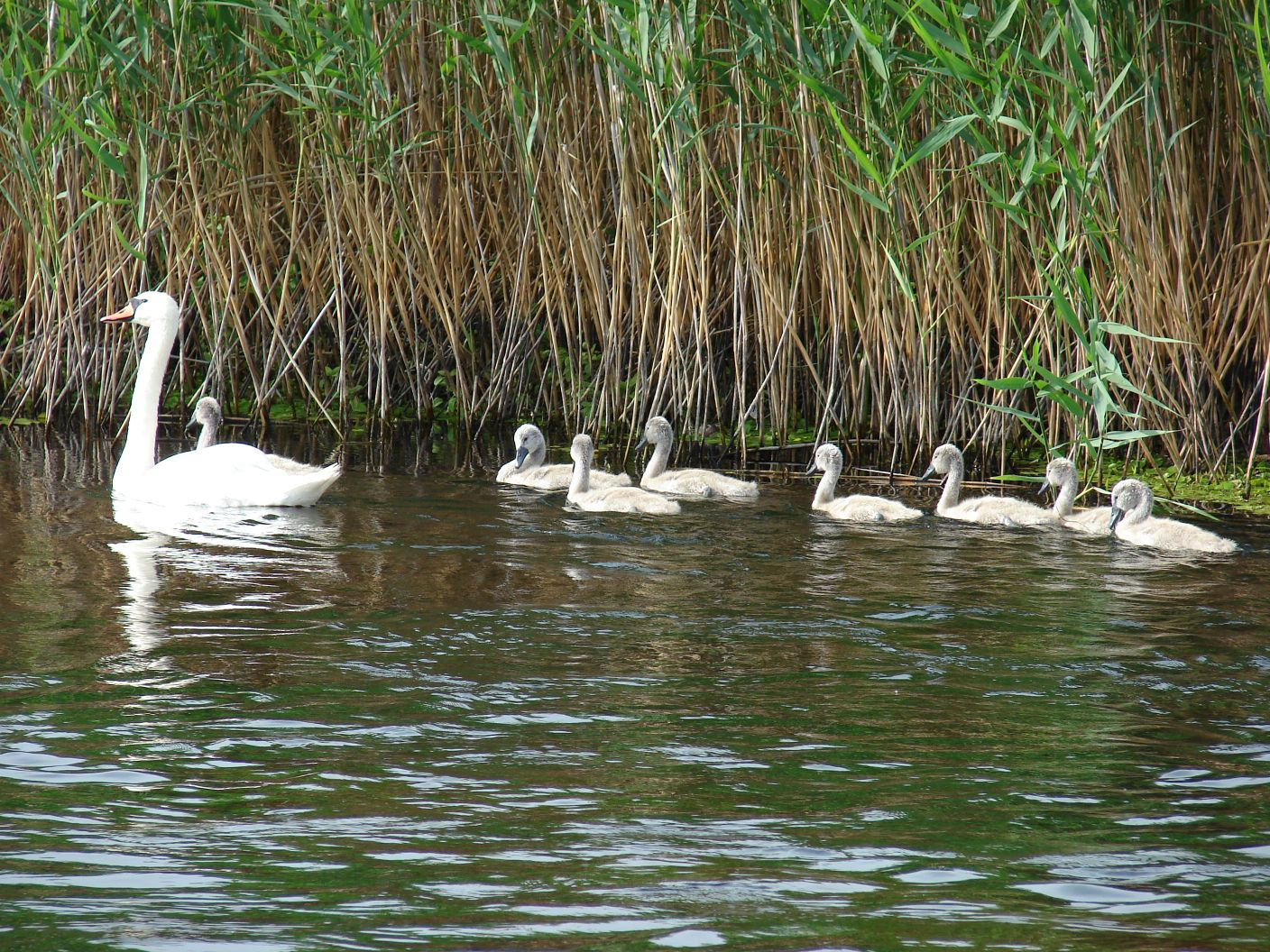
Лебеді на Савалі

## Притоки
Об'єкти перераховані по порядку від гирла до витоку.
- 14 км: Паніка
- 25 км: Пиховка
- 43 км: Татарка
- 50 км: Єлань
- 53 км: Красний
- 81 км: Таволжанка
- 128 км: річка без назви, у села Заріччя
- 158 км: річка без назви, у села Русаново
- 177 км: Осиновка
- 184 км: Бурначка
- 202 км: Осиновка
- 211 км: річка без назви, у села  Тугулуково
- 232 км: В'язовка
- 239 км: Кам'янка